# Georges Moreau de Tours
Georges Moreau de Tours (Ivry-sur-Seine, 4 april 1848 – Bois-le-Roi, 12 januari 1901 was een Frans schilder. Hij was de zoon van psychiater Jacques-Joseph Moreau de Tours, van wie hij een portret schilderde. Ook was hij de broer van psychiater Paul Moreau de Tours. Hij trouwde met Thérèse de Champ Renaud, die ook zelf kunstschilder was.   
In 1865 startte hij zijn opleiding aan de École Nationale Supérieure des Beaux-Arts de Paris, waar hij onder andere les kreeg van Alexandre Cabanel. Tussen 1864 en 1896 exposeerde hij geregeld in de Salon van Parijs. Ook schilderde hij drie composities voor de trouwkamer van het stadhuis van het tweede arrondissement van Parijs, genaamd De Familie (1881), Het Offer voor het Vaderland (1882) en De Bruiloft (1882). In 1892 werd hij voor zijn werk onderscheiden met het Franse Legioen van Eer.

## Belangrijke werken
Belangrijke werken van Moreau de Tours zijn onder andere:
- L'assassinat de Pélias par ses filles (1878)
- Blanche de Castille (1879), Musée Municipal Frédéric Blandin, Nevers
- Un Egyptologue (1882), Musée des Beaux-Arts,Tours
- Une stigmatisée au Moyen Âge (1885), Musée des Beaux-Arts, Nantes
- Cigale ou la Mandolinata (1886), Musée de l'Échevinage, Saintes
- Jeune fille assise dans un jardin fleuri (1890)
- Les Morphinées (1891)
- La Mort de Pichegru (1891)
- Douleur (1891), Musée d'Art et d'Histoire, Saint-Brieuc
- Jeune mère (1893)
- Lazare Carnot à la bataille de Wattignies (1893)

## Galerij

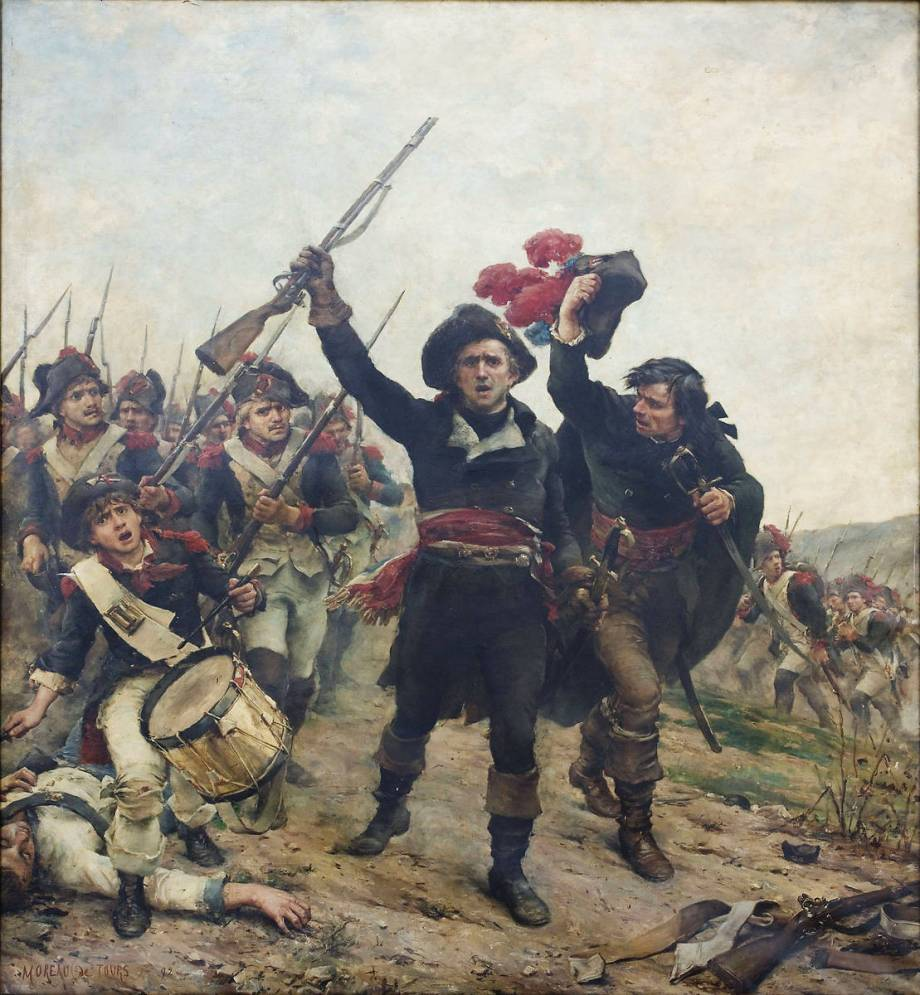
Lazare Carnot tijdens de Slag bij Wattignies
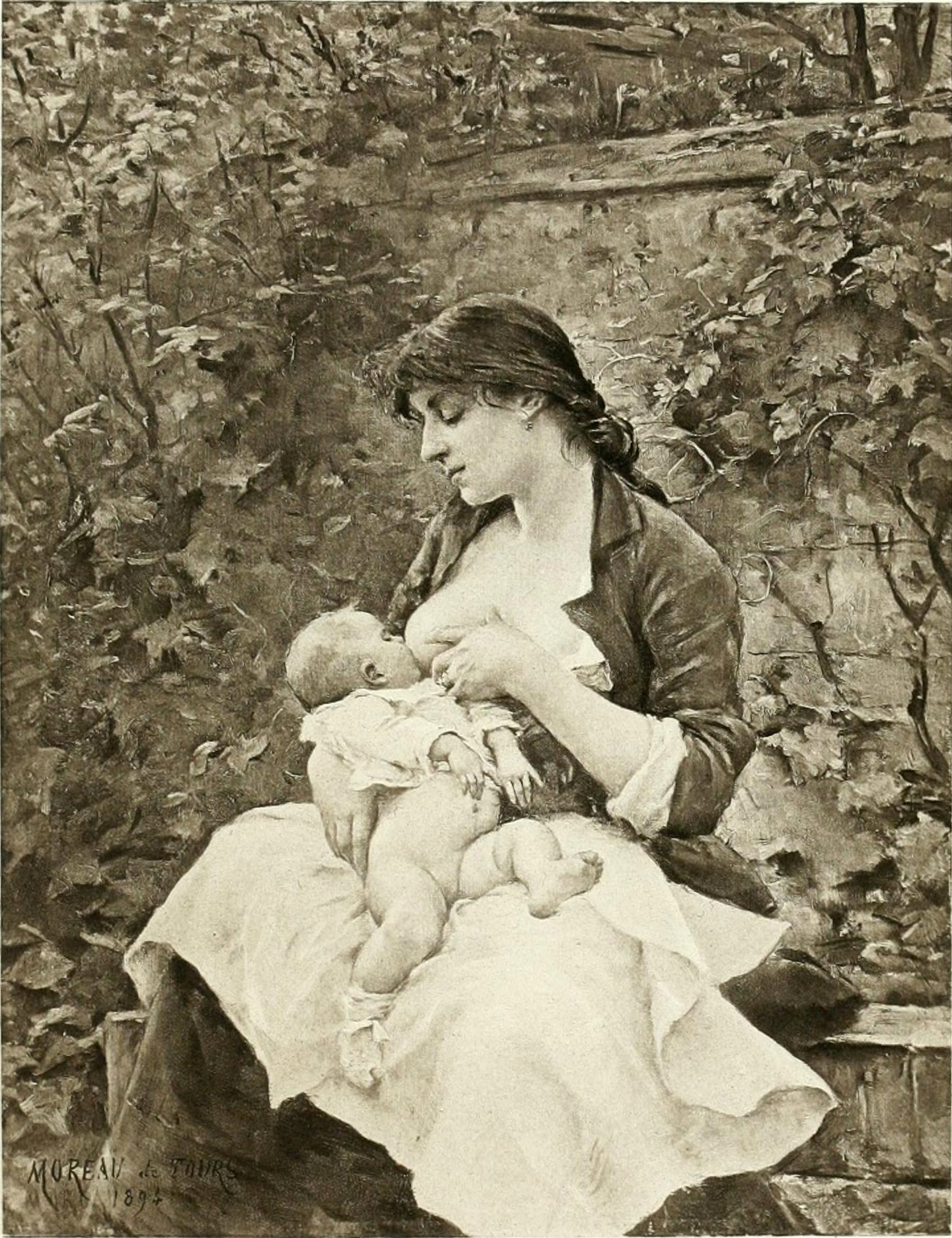
Jeune mère (1893)
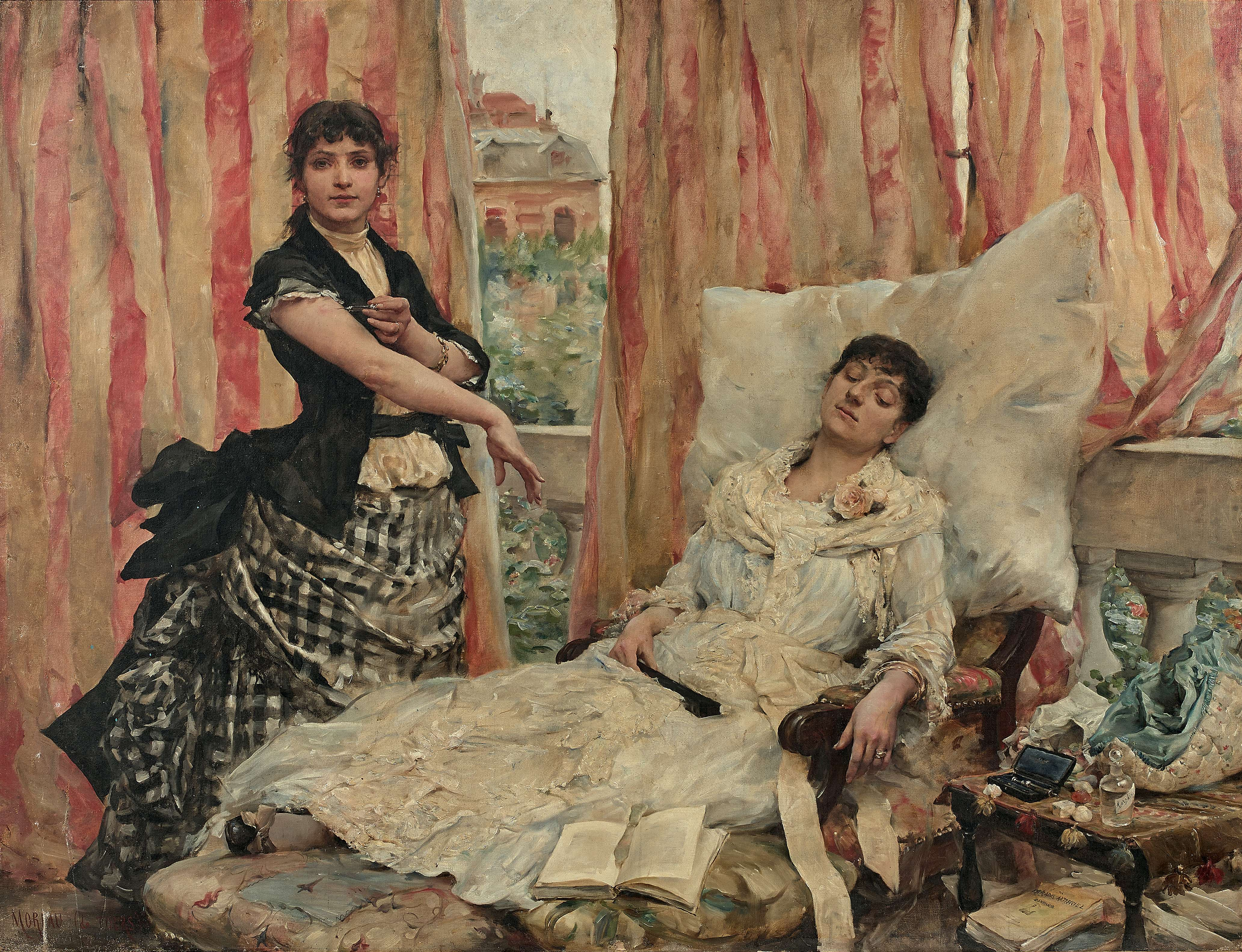
Les Morphinées (1891)
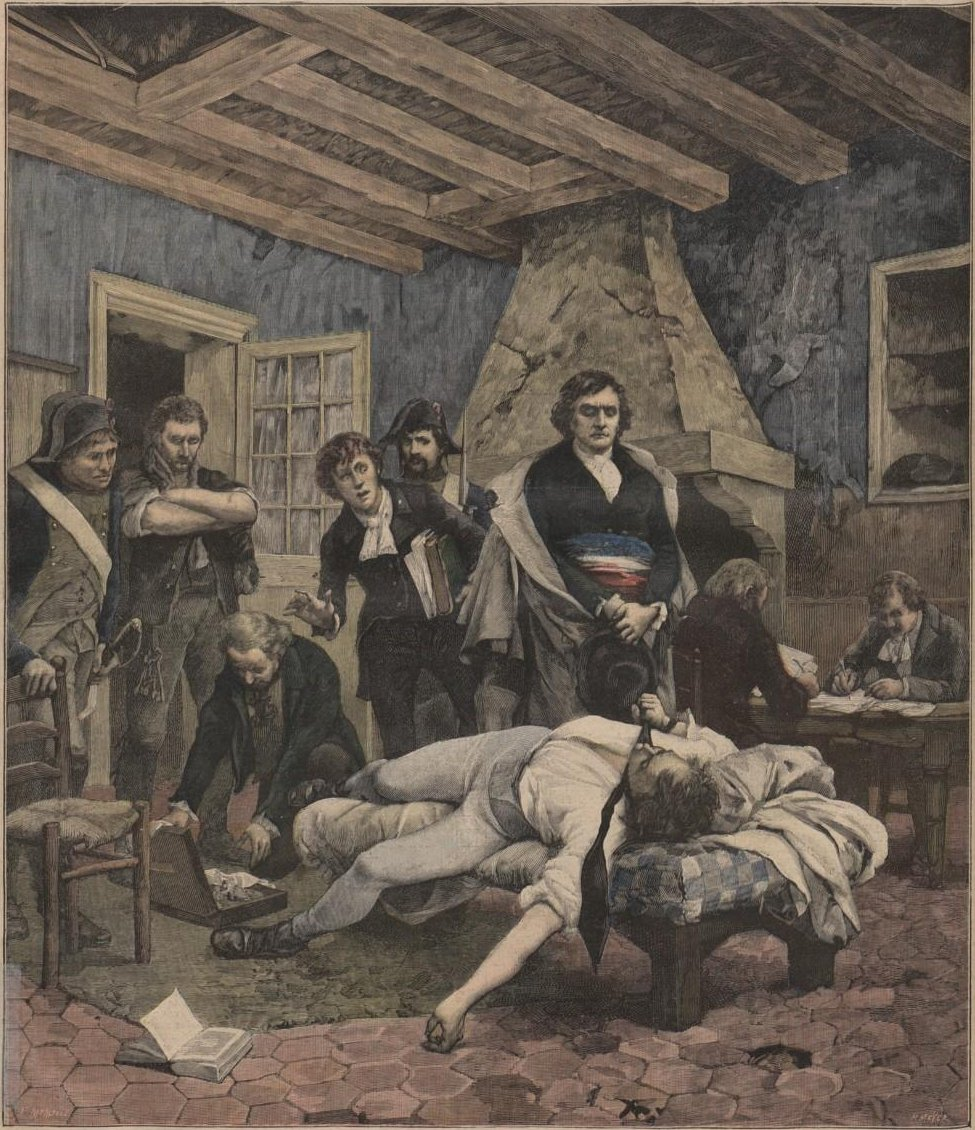
La Mort de Pichegru (1891)

- Bibliothèque nationale de France: cb14916733t (data)
- International Standard Name Identifier: 0000 0000 6703 5137
- Library of Congress Control Number: no2006024771
- Base Léonore: LH//1928/21
- Nationale Bibliotheek van Polen: a0000003653787
- RKD-Nederlands Instituut voor Kunstgeschiedenis: 57635
- Système universitaire de documentation: 181140748
- Union List of Artist Names: 500043487
- Virtual International Authority File: 7139025
- WorldCat: E39PBJcwxtXrhVX8DPfyRp7T73